# ジャック・デンプシー
ジャック・デンプシー（Jack Dempsey、1895年6月24日 - 1983年5月31日）は、アメリカ合衆国の男子ボクサー。元世界ヘビー級王者。本名はウィリアム・ハリソン・デンプシー（William Harrison Dempsey）であり、ジャック・デンプシーの名は、1880年代のミドル級の名王者であったジャック・デンプシーにあやかって使用したものである。

## 来歴

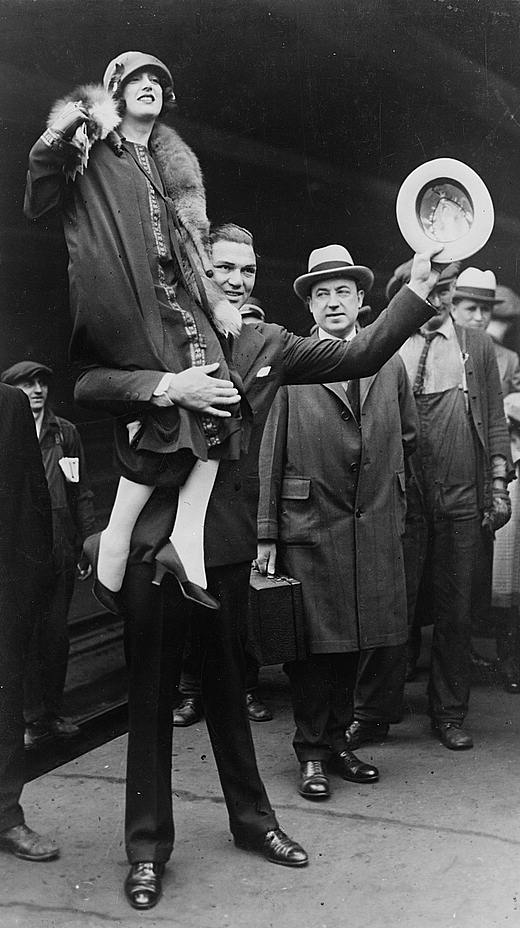
夫人（当時）のエステル・テイラーを肩に（1925年4月、シカゴ）。

### 生い立ち
1895年、コロラド州マナッサで両親がモルモン教徒である貧しい家庭に13人兄弟姉妹の9番目に生まれた。デンプシーも8歳の時にモルモン教の洗礼を受けている。デンプシーの父親は一攫千金を狙って職を転々とする飲んだくれで、ウェストバージニア州で母親と結婚し所帯を持ったが、モルモン教説教師の「友よ、西部には新しい生活がある」という言葉にその気になり、家族と共に馬車で西部を目指した。コロラド州マナッサで腰を落ち着かせ農家を始め、デンプシーが生まれたが、農場の仕事を失うと、再び馬車で家族を引き連れて度々移住し、最終的にユタ州にたどり着き暮らした。
デンプシーは小学校を卒業したが、家庭が貧しかったことで働きに出るため16歳の時に家を出ている。
デンプシーは、鉱夫の仕事を求めてフレート・ホッピング（貨物列車の無賃乗車）で、各地をホーボーのキャンプで野宿をしながら放浪し、その土地の酒場を訪れては、「俺は歌うことも踊ることも出来ないが、この酒場のやつなら誰でも打ちのめすことができる」と賭け喧嘩の相手を募り、時には負けることもあったが金を稼いだ。この時にキッド・ブラッキーという偽名を使っていた。ソルトレイクシティではユタ州上院議員の息子のボディーガードをしたこともあった。

### ジャック・デンプシー
初期のころは偽名を使って試合をしていたため正確な戦績は全く分かっていない。デンプシー本人の回想によると、1914年の秋にコロラド州クリプルクリークで行った試合で初めてジャック・デンプシーの名前を使用したと思うとしている。ジャック・デンプシーの名は、1880年代のミドル級の名チャンピオン、ジャック・デンプシーにあやかって使用したものであるが、ボクサーであったデンプシーの兄もこの名前を名乗って試合をしたことがあり、当時デンプシーの名を名乗るボクサーはしばしばいた。

### トレドの惨劇

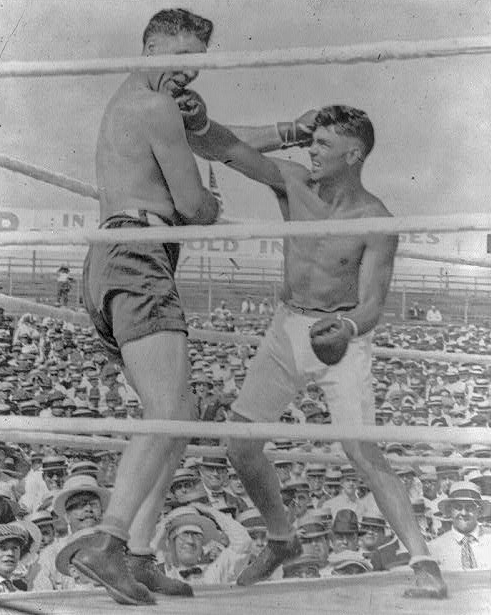
ウィラード（左）の顎にパンチをするジャック・デンプシー（右）

1919年7月4日、デンプシーは、黒人初の世界ヘビー級王者ジャック・ジョンソンを破ったジェス・ウィラードの持つ世界ヘビー級王座にオハイオ州トレドで初挑戦する。
マネージャー兼トレーナーだったジャック・カーンズが、試合の直前にデンプシーにファイトマネーを初回KO勝ちに賭けたと話したことから、この試合の初回は「トレドの惨劇」と呼ばれ、ボクシング史上最も凄惨な戦いのひとつとなった。デンプシーは2m近い体躯のウィラードを徹底的に殴り続け、初回に7度ものダウンを奪う。当時のルールでは対戦者がダウンしてもニュートラルコーナーには下がらずに間近で待ち、両膝がマットを離れるとすぐにまた攻撃を仕掛けることができた。7度奪ったダウンのうちの何度かは、ウィラードが立ち上がろうとしていたときに追撃して奪ったものである。レフェリーはラウンド終了のゴングまでは試合を止めないというスタンスであった。最終的に試合はチャンピオンのウィラードが4回開始のゴングに応じられず3回終了TKOでデンプシーの勝利となった。一方のウィラードは顎を7か所も砕かれた上、肋骨、頬骨、歯を数本折られ、さらには片耳の聴力が著しく低下してしまった。

#### 不正疑惑
しかし、試合の直後からウィラードは、デンプシーはナックルダスター（メリケンサック）のようなものを使用していたと非難し、その後も、デンプシーは不正を行っていたと生涯に渡って告発を続けた。
ジャック・カーンズも、後にデンプシーと仲違いをして解雇されると、スポーツ・イラストレイテッドに掲載されたインタビューで、この試合でデンプシーは石膏のバンテージを使用していたと告発している。この告発は議論を呼び、ボクシング歴史家やリングマガジンの創設者ナット・フライシャーなどはカーンズの話はでっち上げであると反論しているが、一方、ロサンゼルス・タイムズなどで、デンプシーはナックルダスターや犬釘を使用していたと記事にしているボクシング記者もいる。また、数々の世界王者の主治医やセコンドを務めたファーディ・パチェコも、デンプシーが金属製のなにかを使ったのではないかと見解を述べており、デンプシーの熱烈な崇拝者であるマイク・タイソンも「デンプシーはカーンズの言うことを何でも聞いたので、当時何かが起こっていたのかもしれない」と語っている。
この試合で人気となったデンプシーは、サーカスの巡業で各地を廻ってエキシビションを行い、低予算のハリウッド映画やヴォードヴィルに出演した。
1920年には第一次世界大戦で不法かつ故意に兵役逃れをしたとして裁判にかけられ、最初の妻マキシン・ケーツと離婚している。このことでデンプシーは兵役忌避者としてアンチヒーローとのレッテルを貼られてしまうが、結果的に元フランス空軍のジョルジュ・カルパンチェや元アメリカ海兵隊のジーン・タニーとの試合は注目されビッグマッチとなった。

### 世界王者として
| 1921年7月2日、試合直前の会場（左）。試合後には号外を求めてニューヨーク・タイムズ本社に1万人以上が殺到（右） |  | 1921年7月2日、試合直前の会場（左）。試合後には号外を求めてニューヨーク・タイムズ本社に1万人以上が殺到（右） |
| 1921年7月2日、試合直前の会場（左）。試合後には号外を求めてニューヨーク・タイムズ本社に1万人以上が殺到（右） |  | |

1921年7月2日にニュージャージー州ジャージーシティで行われた3度目の防衛戦は、第一次世界大戦でフランス空軍のパイロットとして活躍し勲章を受けたことで、母国フランスだけでなく大西洋を股に掛けて人気のあったジョルジュ・カルパンチェとの試合だったが、アメリカでの試合にもかかわらず、観衆はそのボクシングスタイルの優雅さから「蘭の男」の異名を持つ異国の二枚目挑戦者を応援するという始末だった。デンプシーは3回にカルパンチェの右を食ってダウン寸前に陥るが、カルパンチェはこの時右手を骨折してしまう。続く4回、デンプシーは戦闘力を失ったカルパンチェに猛烈な連打を浴びせてKO勝ちを収めた。この後、デンプシーとカルパンチェは親友となり長く交友が続いたという。なお、この試合の観衆は91,000人で総入場料は史上初の100万ドル超（ミリオンダラーゲート）となっている。
1922年5月、新聞社のデイリーニューズがデンプシーの次期挑戦者にはどのボクサーがふさわしいかのアンケートを取り、1位に黒人世界ヘビー級王者でありカラーラインの最も酷い犠牲者と言われたハリー・ウィルズが選ばれる。デンプシーは、ニューヨーク州アスレチック・コミッションからウィルズとの防衛戦を行わなければボクシングライセンス停止処分を下すとの圧力もあり、7月に対戦契約書に調印したが、ジャック・ジョンソン対ジェームス・J・ジェフリーズで起きた人種暴動のような人種的衝突の発生が懸念されたことや、プロモーターが白人ボクサーが黒人ボクサーに負けることを恐れたため、試合は実現しなかった。
デンプシーは、1923年7月4日まで、2年間試合を行わなかったが、モンタナ州シェルビーで7,200人の観客を動員して行われた4度目の防衛戦で、トミー・ギボンズに15回判定勝ちを収めた。

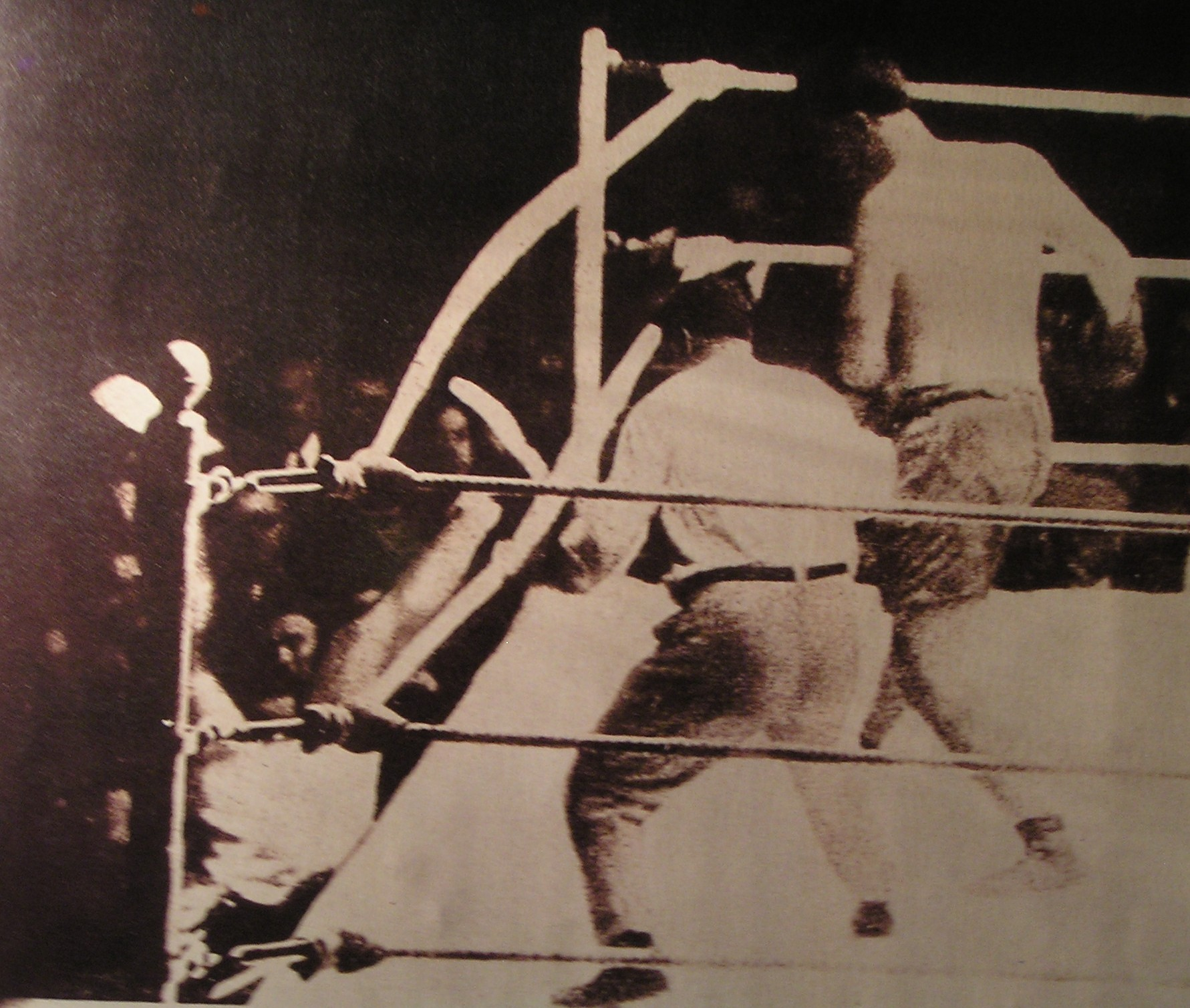
1923年9月14日のルイス・アンジェロ・フィルポ戦。

1923年9月14日、ニューヨークのポロ・グラウンズにおけるルイス・アンジェロ・フィルポとの試合では、この闘牛のようなアルゼンチン人選手との対戦を観ようと会場には85,000人が詰めかけた。デンプシーはフィルポに対して繰り返しダウンを奪いながら自らも2度のダウンを喫し、その2度目のダウンではロープの間からリングサイドの記者のタイプライターの上に頭から落下したが、リングに戻されて試合を続行、2回KO勝利を収めた。この試合は注目度が高かったため、ラジオでブエノスアイレスへ生中継された。
デンプシーは再び3年間のブランクを作り、この間にエキシビションを行ったり、映画やコマーシャルに出演した。1925年には女優のエステル・テイラーと結婚。長年タッグを組んでいたジャック・カーンズと仲違いをして解雇するが、多額の賠償金を請求され、繰り返し執拗に訴訟を起こされた。
1925年、ハリー・ウィルズとの対戦を拒否したことで、ウィルズからは契約違反で訴訟を起こされ、ニューヨーク州アスレチック・コミッションからはデンプシーがニューヨーク州で試合を行うことを禁止にされた。それでもデンプシーのプロモーターのテックス・リカードは、ジーン・タニーとの試合をヤンキー・スタジアムで行うと発表するが、同コミッションは今度はリカードのプロモーターライセンスを剥奪した。

### 王座陥落とリベンジ失敗
1926年9月23日、ペンシルベニア州フィラデルフィアのセスクセンテニアル・スタジアムに観衆120,557人を動員して、格下と見られていたジーン・タニーに判定負けで王座を失った。負けてホテルに戻ったデンプシーは「どうしたの、あなた？」と電話をかけてきた妻のエステル・テイラーに対し、「ハニー、僕はダッキング（避けるのを）するのを忘れていたのさ」と応えているが、この試合から55年後の1981年3月30日に起こったレーガン大統領暗殺未遂事件で、銃弾を受けたレーガン大統領が心配する妻に対してユーモアとしてこの言葉を引用して応えている。
デンプシーはちょうど1年後の1927年9月22日に、イリノイ州のソルジャー・フィールドにて、観衆104,943人で総入場料は史上初の200万ドル超となった試合でタニーと再戦した。7回にタニーから強烈なダウンを奪ってみせるが、ルール改正によりニュートラルコーナーへ行くことを忘れていたためレフェリーに注意を受け、その間カウントが数えられずタニーはカウント9（実質14カウント程）で立ち上がってしまった（皮肉なことに、この新ルールは当時はまだ広く採用されていなかったが、交渉中にデンプシー陣営により採用を要求されたものであった）。結局、この時点でKOできなかったデンプシーは8回にダウンを奪い返され再び判定負けを喫した。この試合は「ロングカウント事件」としてボクシング史にその名を刻んでいる。この試合はシカゴで行われたが、デンプシーと交際があったギャングのアル・カポネがデンプシーが勝つよう八百長を仕組もうとしていると噂が広がったため、試合直前にレフェリーが交代させられている。
ロングカウント事件のこともありプロモーターのテックス・リカードは第3戦目の対戦を組みもう一稼ぎしようと企てるも、目を負傷し、医者からもう一度痛めたら視力障害を起こして失明するかもしれないと言われたデンプシーはそれを固辞して現役引退を表明した。

### 引退後
デンプシーは、タニーとの再戦に敗れた試合を最後に現役を引退するが、エキシビションは継続して数多く行い、1930年から1931年にかけてだけで100試合以上のエキシビションを行った。1930年にはアル・カポネから資金提供を受け、デンプシーがマネージャーを務めるカジノをメキシコのバハ・カリフォルニア州に開業した。一時期プロモーターを務めていたが、現役時代から付き合いのあったアル・カポネの一味が八百長試合をけしかけるなど、試合に口を出すようになったことで、デンプシーはプロモーター業に見切りをつける。しかし、その後もユダヤ系ロシア人ギャングのマイヤー・ランスキーと手を結び、マイアミ・ビーチで「デンプシー=ヴァンダービルト・ホテル」を経営するほか、ニューヨーク州マンハッタンに「ジャック・デンプシー・レストラン」を経営するなど裏組織との交際は続いた。
エステル・テイラーとは1931年に離婚。1933年にブロードウェイ歌手のハンナ・ウィリアムズと結婚し、2人の子供を儲けるが1943年に離婚。その後生涯を共にするディアナ・ピアテッリと結婚した。
1960年代から1970年代にかけ、世界タイトルマッチのリングサイドにデンプシーはよく姿を表していた。1975年10月、現役時代のライバルであり長年の親友だったカルパンチェの訃報に接したデンプシーは壁の方を向くと、眼を閉じたまましばらく動かなかったと言う。
1983年5月31日、ニューヨークで心不全により87歳で死亡。ニューヨーク州のサウサンプトン墓地に埋葬された。

## 人物
デンプシーは、前傾姿勢の構えで戦ったボクサーの先がけとされる。デンプシー以前にもジョン・L・サリバンなど豪腕と謳われたボクサーは存在していたが、彼らは極端に重心を後ろに掛ける構えをしていたため、一撃で試合を終わらせるパンチを持つにいたらなかった。一方、デンプシーは重心を前に掛けることで体重の乗ったパンチを打つことができ、当時としては常識外れのパワーを誇っていた。前傾姿勢のまま上体を∞の字を描くようにウィービングして防御するとともに、振った上体の反動を利用して左右の連打を叩き込むデンプシー・ロールは、デンプシーが初めて使った戦法である。

### 第二次世界大戦の従軍

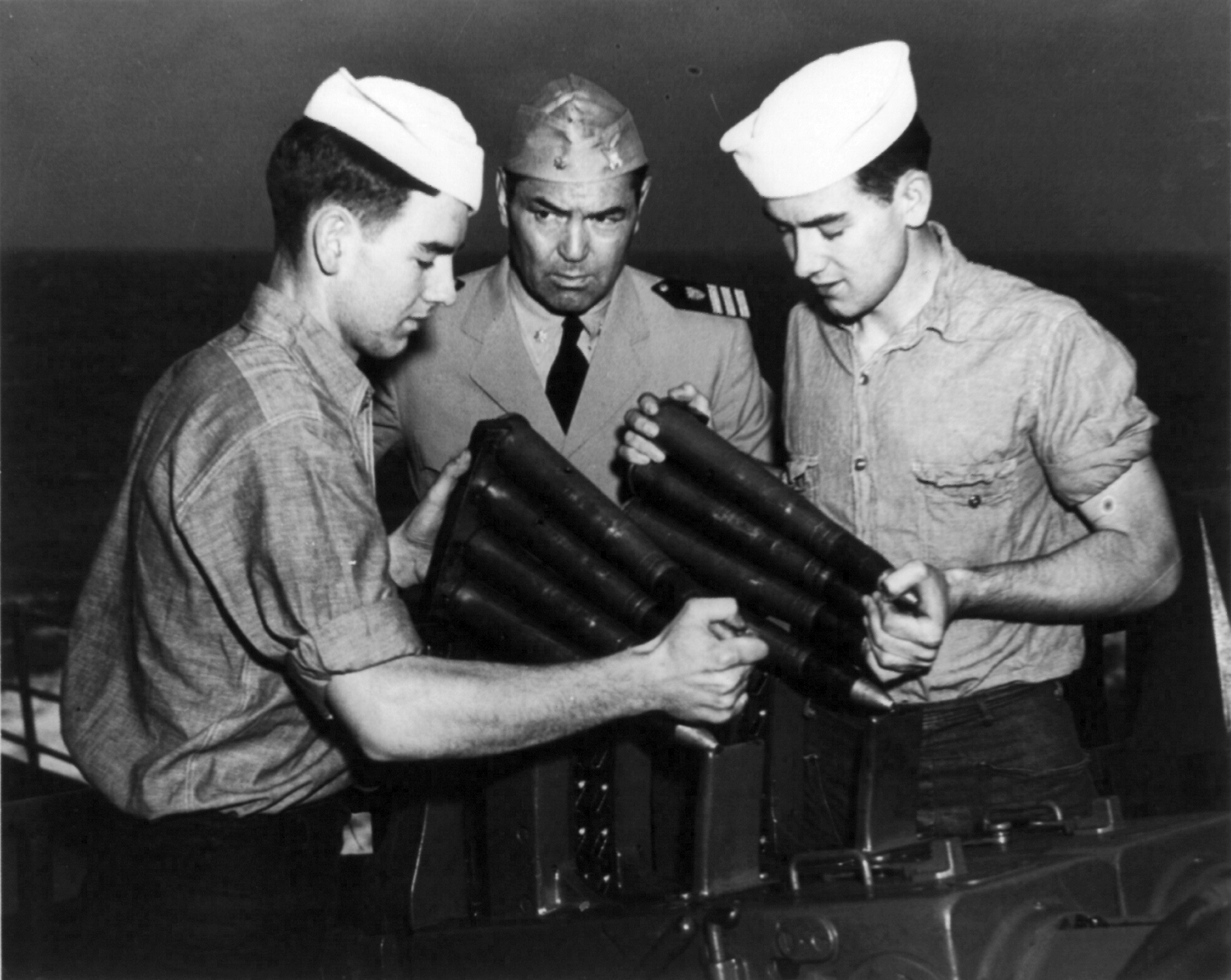
司令官ジャック・デンプシーが水兵二人の対空砲の準備を監視。 (1942–44頃)

アメリカ合衆国が第二次世界大戦に突入したとき、デンプシーは20年前の徴兵逃れの名誉を挽回するチャンスを得た。アメリカ軍に入隊を志願するが、年齢超過のため入隊することが出来ず、代わりに沿岸警備隊予備隊の副官となり、1944年3月には司令官としてUSS  ウェイクフィールド（AP-21）に着任。
1945年、沖縄戦で沖縄侵攻のための攻撃輸送機USSアーサーミドルトン（APA-25）に乗船。4月2日に沖縄に到着した。沖縄では著名な従軍記者アーニー・パイルと共に写った写真も残されている。パイルはその後、伊江島で日本兵の狙撃に倒れた。デンプシーは9月に現場から離れ、1952年に沿岸警備隊予備隊から名誉ある退役を受けた。

## 生涯戦績
- プロボクシング：83戦 62勝 50KO 6敗 9引分け 6無効試合